# Передел (Калужская область)
Передел — село в Медынском районе Калужской области Российской Федерации. Административный центр сельского поселения «Село Передел». Стоит на реке Луже.

## История
В разное время Передел был центром Передельного стана Можайского княжества, затем — Можайского уезда.

### XVII век
После окончания Смутного времени, в 1626—1627 годах на месте Передела стояла ветхая церковь Ильи-пророка (без пения) в сельце Юринское (Юдинское) Передельского стана на реке Лужа в поместном владении Семёна Ивановича Сущева. В 1646 году сельцо Юринское (Юдинское, Бабенково) принадлежит Богдану Яковлевичу Блудову, в сельце — двор помещика, двор задворцового человека и крестьянский двор.
В «Можайских актах» за 1668 год упоминается церковная земля святого пророка Ильи, что в переделе в неком сельце Юденково (Кжелково тож?), принадлежащим Фёдору Семёновичу Корсакову. Сельцо Юденково стояло на дороге, что вела к деревне Лыково, исчезнувшей после Великой Отечественной войны.

### XVIII век
Во второй половине XVIII века Передел — владельческое село Медынского уезда Калужской губернии. В 1782 году ими владел Иван-большой Перфильевич Мосолов, сын известного тульского оружейника и промышленника Перфилия Григорьевича Мосолова. При селе 8 крестьянских дворов, 248 душ, 6 десятин земли под усадьбой, 80 десятин пашни, 315 десятин лесу, 31 десятин и 2367 квадратных сажень неудобной земли. По описанию того времени «по обе стороны реки Лужи и речки Липовки, при пруде, в селе церковь каменная Пророка Ильи, господский дом, фабрики бумажная и парусная. На пруду водная мучная мельница». Вниз по течению Лужи также вырезанная земля с мучной и пильной мельницами, принадлежащая брату владельца Передела — Ивану-меньшому Перфильевичу Мосолову.
Ещё в 1738 году Мосоловы организовали на реке Лужа Архангельский молотовый завод по переделу чугуна в ковкое железо.

### XIX век
В середине XIX века владельческое село Передел (Юдино) относилось ко 2-му стану Медынского уезда. В 1859 году тут проживало 50 человек, была православная церковь и фабрика.
В 1904 году открыта библиотека читальни Комитета попечительства о народной трезвости. 

### Советское время
6 октября 1941 года в направлении Вязьма — Куйбышев следовал железнодорожный состав с 600 ранеными, но у станции Износки он был разбомблен. Через неделю, 13 октября 1941 года 40 раненых из этого эшелона были на телегах доставлены в Передел. Их разместили в местной больнице, но уже 14 октября дошла информация, что передовые немецкие части скоро войдут в Передел. Фельдшеры Анастасия Мельникова и Нина Якимович решили спрятать раненых от немцев, выдав их за беглых заключённых из Медынской тюрьмы и повесив табличку «Тиф» на стене больницы.
Три месяца, с октября 1941 года по январь 1942 года Передел был оккупирован немцами. Местные жители тайно кормили больных красноармейцев мёрзлой картошкой и кониной. Выздоровевших бойцов отправляли за линию фронта. В декабре 1941 немцы решили разместить в больнице Передела своих раненых, поэтому наших солдат спрятали в церковной сторожке у кладбища села.
По данным разведсводок 22 января 1942 года гружёные автомашины, пехота и самоходные орудия немцев двигались в юго-западном направлении, отступая через Передел. Ночью 23 января 1942 года в Переделе немцы грузили автомашины. Отступал 583-й охранный (эстонско-русский) полк Вермахта — 400 человек пехоты, два танка, 4 орудия ПТО и 18 полевых орудий.
23 января 1942 года в Передел вошли части 222 сд (гаубичный полк), в селе разместился штаб дивизии.
В 1953 году Передельская 7-летняя школа реорганизована в среднюю.
15 августа 1958 года открыт Передельский сельский Дом культуры.
В 1960 году было открыто регулярное автобусное сообщение Медынь — Передел.

## Население
| 2002 | 2010 |
| ---- | ---- |
| 319  | ↘251 |

#### Известные уроженцы
- Церевитинов, Фёдор Васильевич — советский химик-органик.
- Сокольский, Николай Иванович — советский археолог.